# Kurt Welter
Kurt Welter, nemški častnik, vojaški pilot in letalski as, * 25. februar 1916, Köln-Lindenthal, † 7. marec 1949, Leck.
Welter je bil najuspešnejši letalski as na reaktivnih lovcih druge svetovne vojne.

## Življenjepis
Luftwaffe se je pridružil 1. oktobra 1934, ko je bila le-ta še skrivna organizacija in se takoj začel šolati za pilota. Zaradi svojih nadpovprečnih sposobnosti je bil imenovan za inštruktorja. Sprva je delal v 63. šolskem letalskem polku (Flieger-Ausbildungs-Regiments 63), kasneje pa v letalski šoli v Quedlinburgu. 10. avgusta 1943 je bil premeščen v šolo za šolanje pilotov nočnih lovcev (Blindflugschule 10). 
2. septembra 1943 je bil prvič premeščen v aktivno službo in sicer v 5. eskadriljo lovske skupine 301 (5./JG 301). Skupina je delovala kot nočna lovska skupina in je ponoči napadala zavezniške bombnike, ki so bombardirali rajh. Svoji prvi zračni zmagi je dosegel na svoji prvi nalogi, v noči z 22. na 23. september, ko je sestrelil dva težka štirimotorna bombnika nad Hannovrom. Na svoji tretji nalogi je v noči s 3. na 4. oktober 1943 sestrelil še dva bombnika, naziv letalskega asa pa si je zagotovil v noči z 22. na 23. oktober, ko je sestrelil še tri štirimotorne bombnike. Do začetka aprila je na 15 nalogah sestrelil že 17 sovražnih letal, za kar je bil 10. maja 1944 odlikovan z Nemškim križem v zlatu. 
Welter je napredoval v čin poročnika in bil 7. julija 1944 premeščen v 5. eskadriljo lovske skupine 300 (5./JG 300). V istem mesecu je sodeloval v dnevnih in nočnih lovskih nalogah in v tem mesecu podnevi sestrelil tri ameriške lovce North American P-51 Mustang in dve leteči trdnjavi Boeing B-17. 
25. julija 1944 je bil Welter ponovno premeščen, tokrat v  1. eskadriljo 10. skupine nočnih lovcev (1./NJG 10). V noči z 29. na 30 avgust 1944 je v eni noči sestrelil kar štiri britanke težke bombnike Avro Lancaster.
4. septembra istega leta je bil Welter ponovno premeščen. Tokrat so ga poslali v novo ustanovljeno enoto 10./JG 300, ki so jo ustanovili za boj proti hitrim britanskim dvomotornim lovskim bombnikom De Havilland Mosquito. V istem mesecu je Welter sestrelil šest teh letal, v enega pa se je celo namerno zaletel s svojim lovcem. Za svoja dejanja je bil 18. oktobra 1944 pri 34 zabeleženih zračnih zmagah odlikovan z viteškim križem, že 2. novembra pa je bil premeščen k II./NJG 11, 11. novembra 1944 pa je prevzel povejstvo nad novo ustanovljeno skupino namenjeno prestrezanju britanskih Mosquitov. Skupina se je sprva po ustanovitelju imenovala Sonderkommando Stamp, se kasneje preimenovala v Sonderkommando Welter, 28. januarja 1945 pa se je preimenovala v 10./NJG 11. Skupina je bila opremljena z reaktivnimi lovci Messerschmitt Me 262. S tem lovcem je Welter sestrelil 25 Mosquitov in dva težka bombnika v nočnih ter dva dodatna Mosquita v dnevnih nalogah. 
Kljub temu, da je bil Welter preizkusni pilot za letala Me 262, opremljena z novim radarjem Neptun, je večino svojih zmag dosegel v letalu s standardnim radarjem. Welter je bil 9. marca 1945 odlikovan s hrastovimi listi k viteškemu križcu (Nr. 769) za doseženih 48 zračnih zmag. V svoji karieri je na 93 nalogah dosegel 63 zračnih zmag, od katerih jih je bilo 56 doseženih ponoči. Pri zmagah, doseženih z Me 262 pa so v različnih literaturah navedene različne številke. Nekateri avtorji navajajo 24, drugi pa 29 doseženih zmag.
Vojno je Welter preživel kot letalski as z največ zračnimi zmagami, doseženimi z reaktivnim lovcem, 7. marca 1949 pa je pri Lecku, v nemški zvezni deželi Schleswig-Holstein umrl v nesreči. Pri čakanju pred zapornicami so z vlaka na njegov avtomobil padla slabo pritrjena debla in ga zmečkala pod seboj.

## Odlikovanja
- Ehrenpokal (20. marec 1944)
- Nemški križ v zlatu (10. maj 1944)
- Viteški križ železnega križca (Ritterkreuz) (18. oktober 1944)
- Hrastovi listi k viteškemu križcu (Eichenlaub) (9. marec 1945)